# Катеринич, Митрофан Кириллович
Митрофа́н Кири́ллович Катери́нич (1861 — 1918) — русский офицер и государственный деятель, харьковский губернатор, сенатор.

## Биография
Происходил из потомственных дворян Полтавской губернии. Сын пирятинского уездного предводителя дворянства Кирилла Осиповича Катеринича и Марии Петровны Шимковой-Полоницкой, бывшей действительным членом Киевского клуба русских националистов. Землевладелец Пирятинского уезда (840 десятин).
Окончил Николаевское кавалерийское училище (1882), откуда выпущен корнетом в 12-й гусарский Ахтырский полк. В 1884 году был прикомандирован к штабу Киевского военного округа. В следующем году был произведен в поручики.
В 1886 году вышел в отставку с чином штабс-ротмистра и посвятил себя службе по выборам. В течение многих лет избирался депутатом дворянства Пирятинского уезда и почетным мировым судьей Пирятинского судебного мирового округа (1887—1905). В 1890 году был земским начальником 5-го участка Пирятинского уезда. На два трехлетия избирался пирятинским уездным предводителем дворянства (1901—1906). В 1906 году перешёл в Министерство внутренних дел, занимал посты полтавского вице-губернатора (1906—1908) и харьковского губернатора (1908—1915).
Чины: статский советник (1906), камергер (1906), действительный статский советник (1906), шталмейстер (1914).
25 мая 1915 года назначен сенатором, присутствующим во 2-м департаменте Сената.
Умер в Кисловодске в 1918 году. Был женат на графине Ольге Николаевне О’Рурк. Детей в браке не было.

## Награды
- Орден Святого Владимира 4-й ст. (1896);
- Орден Святого Станислава 3-й ст. (1898);
- Орден Святой Анны 2-й ст. (1904);
- Орден Святого Владимира 3-й ст. (1908);
- Орден Святого Станислава 1-й ст. (1911);
- Орден Святой Анны 1-й ст. (1914).

- Медаль «В память царствования императора Александра III»;
- Медаль «За труды по первой всеобщей переписи населения» (1897);
- Медаль «В память 300-летия царствования дома Романовых»;
- Знак отличия «за труды по землеустройству».

Иностранные:
- бухарский Орден Золотой звезды 1-й ст. (1910);
- французский Орден Почётного легиона, офицерский крест.